# بونت روج (كيبك)
بونت روج (بالإنجليزية: Pont-Rouge)‏ هي بلدية محلية في كيبيك تقع في كندا في Portneuf Regional County Municipality. يقدر عدد سكانها بـ 8,723 نسمة ومساحتها 123.40 كم2 .